# 스플리트 공항

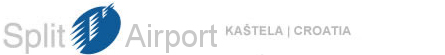

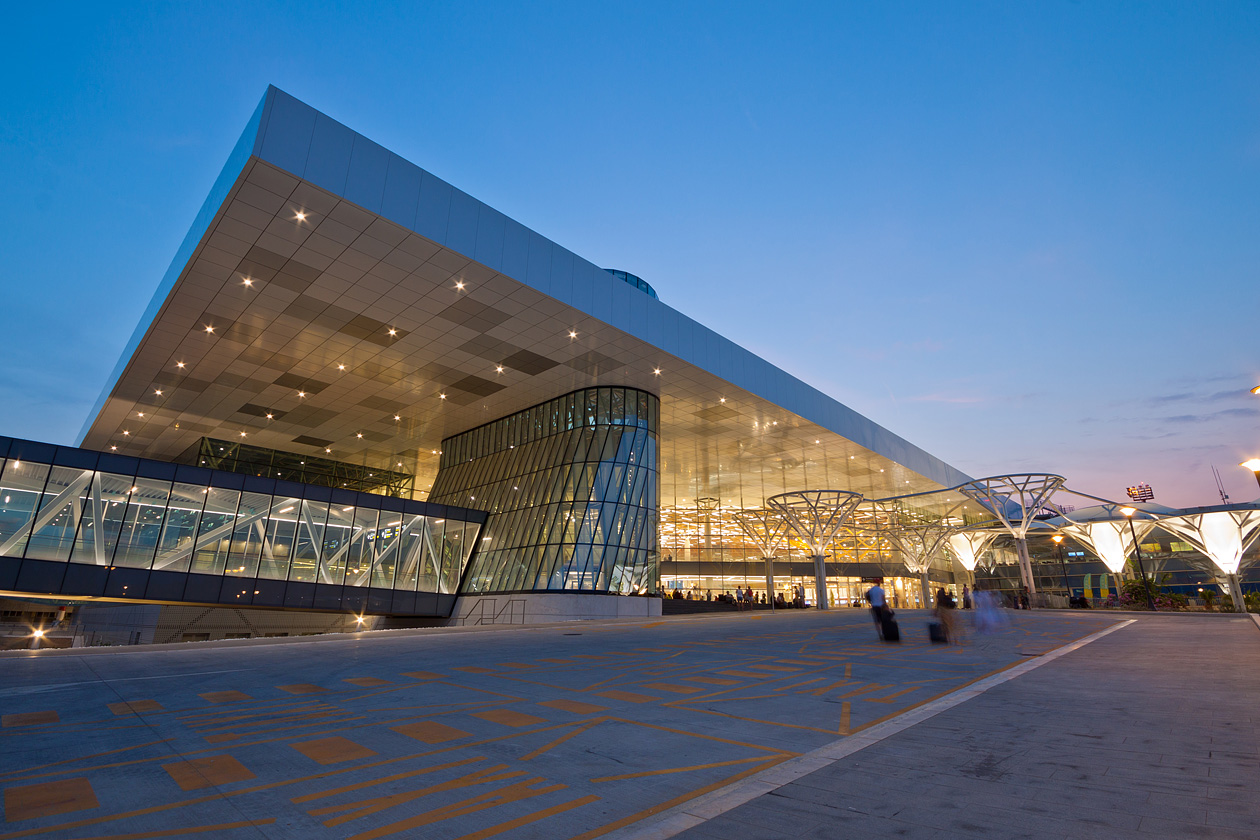

스플리트 공항(Split Airport, 크로아티아어: Zračna luka Split, IATA: SPU, ICAO: LDSP) 또는 레스니크 공항(Resnik Airport, 크로아티아어: Zračna luka Resnik)은 크로아티아 스플리트 지역의 국제공항이다. 스플리트 지역으로부터 19킬로미터 떨어진 곳에 위치해 있다.
2019년, 이 공항은 자그레브 공항에 이어 크로아티아에서 2번째로 분주한 공항으로, 3,300,000명의 승객을 수용할 수 있다.